# Badminton na Letnich Igrzyskach Olimpijskich 2016 – gra mieszana
Gra mieszana w badmintonie na Letnich Igrzyskach Olimpijskich 2016 została rozegrana w dniach 11−17 sierpnia na Riocentro – Pawilon 4.

## Rozstawieni zawodnicy
1. Zhang Nan / Zhao Yunlei
2. Ko Sung-hyun / Kim Ha-na
3. Tontowi Ahmad / Lilyana Natsir
4. Joachim Fischer Nielsen / Christinna Pedersen

## Wyniki

### Faza grupowa

#### Grupa A
| Zawodnicy                      | Mecz | W | P | S+ | S- | Pkt. |
| ------------------------------ | ---- | - | - | -- | -- | ---- |
| Zhang Nan / Zhao Yunlei        | 3    | 3 | 0 | 6  | 0  | 3    |
| Praveen Jordan / Debby Susanto | 3    | 2 | 1 | 4  | 3  | 2    |
| Lee Chun Hei / Chau Hoi Wah    | 3    | 1 | 2 | 3  | 4  | 1    |
| Michael Fuchs / Birgit Michels | 3    | 0 | 3 | 0  | 6  | 0    |

| Data        | Zawodnicy 1      | Wynik           | Zawodnicy 2      |
| ----------- | ---------------- | --------------- | ---------------- |
| 11 sierpnia | Zhang / Zhao     | 21–19 21–16     | Fuchs / Michels  |
| 11 sierpnia | Jordan / Susanto | 21–12 19–21 –15 | Lee / Chau       |
| 12 sierpnia | Zhang / Zhao     | 21–16 21–15     | Lee / Chau       |
| 12 sierpnia | Jordan / Susanto | 21–16 21–15     | Fuchs / Michels  |
| 13 sierpnia | Zhang / Zhao     | 21–11 21–18     | Jordan / Susanto |
| 13 sierpnia | Lee / Chau       | 21–17 21–14     | Fuchs / Michels  |

#### Grupa B
| Zawodnicy                                     | Mecz | W | P | S+ | S- | Pkt. |
| --------------------------------------------- | ---- | - | - | -- | -- | ---- |
| Robert Mateusiak / Nadieżda Zięba             | 3    | 2 | 1 | 4  | 4  | 2    |
| Xu Chen / Ma Jin                              | 3    | 2 | 1 | 5  | 4  | 2    |
| Chris Adcock / Gabrielle Adcock               | 3    | 1 | 2 | 4  | 5  | 1    |
| Joachim Fischer Nielsen / Christinna Pedersen | 3    | 1 | 2 | 4  | 4  | 1    |

| Data        | Zawodnicy 1                | Wynik             | Zawodnicy 2       |
| ----------- | -------------------------- | ----------------- | ----------------- |
| 11 sierpnia | Xu / Ma                    | 13–21 22–20 21–15 | Adcock / Adcock   |
| 11 sierpnia | Fischer Nielsen / Pedersen | 21–18 23–21       | Mateusiak / Zięba |
| 12 sierpnia | Xu / Ma                    | 21-13 9–21 19–21  | Mateusiak / Zięba |
| 12 sierpnia | Fischer Nielsen / Pedersen | 19–21 24–22 17–21 | Adcock / Adcock   |
| 13 sierpnia | Fischer Nielsen / Pedersen | 24–22 14–21 16–21 | Xu / Ma           |
| 13 sierpnia | Adcock / Adcock            | 21–18 25–27 9–21  | Mateusiak / Zięba |

#### Grupa C
| Zawodnicy                         | Mecz | W | P | S+ | S- | Pkt. |
| --------------------------------- | ---- | - | - | -- | -- | ---- |
| Tontowi Ahmad / Lilyana Natsir    | 3    | 3 | 0 | 6  | 0  | 3    |
| Chan Peng Soon / Goh Liu Ying     | 3    | 2 | 1 | 4  | 2  | 2    |
| Bodin Issara / Savitree Amitrapai | 3    | 1 | 2 | 2  | 4  | 1    |
| Robin Middleton / Leanne Choo     | 3    | 0 | 3 | 0  | 6  | 0    |

| Data        | Zawodnicy 1        | Wynik       | Zawodnicy 2        |
| ----------- | ------------------ | ----------- | ------------------ |
| 11 sierpnia | Ahmad / Natsir     | 21–7 21–8   | Middleton / Choo   |
| 11 sierpnia | Chan / Goh         | 21–13 21–19 | Issara / Amitrapai |
| 12 sierpnia | Ahmad / Natsir     | 21–11 21–13 | Issara / Amitrapai |
| 12 sierpnia | Chan / Goh         | 21–17 21–15 | Middleton / Choo   |
| 13 sierpnia | Ahmad / Natsir     | 21–15 21–11 | Chan / Goh         |
| 13 sierpnia | Issara / Amitrapai | 21–13 21–18 | Middleton / Choo   |

#### Grupa D
| Zawodnicy                     | Mecz | W | P | S+ | S- | Pkt. |
| ----------------------------- | ---- | - | - | -- | -- | ---- |
| Ko Sung-hyun / Kim Ha-na      | 3    | 3 | 0 | 6  | 0  | 3    |
| Kenta Kazuno / Ayane Kurihara | 3    | 2 | 1 | 4  | 2  | 2    |
| Jacco Arends / Selena Piek    | 3    | 1 | 2 | 2  | 4  | 1    |
| Phillip Chew / Jamie Subandhi | 3    | 0 | 2 | 0  | 6  | 0    |

| Data        | Zawodnicy 1       | Wynik       | Zawodnicy 2       |
| ----------- | ----------------- | ----------- | ----------------- |
| 11 sierpnia | Kazuno / Kurihara | 21–14 21–19 | Arends / Piek     |
| 11 sierpnia | Ko / Kim          | 21–10 21–12 | Chew / Subandhi   |
| 12 sierpnia | Kazuno / Kurihara | 21–6 21–12  | Chew / Subandhi   |
| 12 sierpnia | Ko / Kim          | 21–10 21–10 | Arends / Piek     |
| 13 sierpnia | Ko / Kim          | 25–23 21–17 | Kazuno / Kurihara |
| 13 sierpnia | Arends / Piek     | 21–15 21–19 | Chew / Subandhi   |

### Faza finałowa
|  |              |                                 |              |                              |              |    |                              |                |           |           |                       |                   |                   |                   |                   |       |       |       |       |
|  | Ćwierćfinały | Ćwierćfinały                    | Ćwierćfinały | Ćwierćfinały                 | Ćwierćfinały |    |                              | Półfinały      | Półfinały | Półfinały | Półfinały             | Półfinały         |                   |                   | Finał             | Finał | Finał | Finał | Finał |
|  | Ćwierćfinały | Ćwierćfinały                    | Ćwierćfinały | Ćwierćfinały                 | Ćwierćfinały |    |                              | Półfinały      | Półfinały | Półfinały | Półfinały             | Półfinały         |                   |                   | Finał             | Finał | Finał | Finał | Finał |
|  |              |                                 |              |                              |              |    |                              |                |           |           |                       |                   |                   |                   |                   |       |       |       |       |
|  |              |                                 |              |                              |              |    |                              |                |           |           |                       |                   |                   |                   |                   |       |       |       |       |
|  | 1            | Zhang Nan Zhao Yunlei           | 21           | 21                           |              |    |                              |                |           |           |                       |                   |                   |                   |                   |       |       |       |       |
|  | 1            | Zhang Nan Zhao Yunlei           | 21           | 21                           |              |    |                              |                |           |           |                       |                   |                   |                   |                   |       |       |       |       |
|  |              | Kenta Kazuno Ayane Kurihara     | 14           | 12                           |              |    |                              |                |           |           |                       |                   |                   |                   |                   |       |       |       |       |
|  |              | Kenta Kazuno Ayane Kurihara     | 14           | 12                           |              | 1  | Zhang Nan Zhao Yunlei        | 16             | 15        |           |                       |                   |                   |                   |                   |       |       |       |       |
|  |              |                                 |              |                              |              | 1  | Zhang Nan Zhao Yunlei        | 16             | 15        |           |                       |                   |                   |                   |                   |       |       |       |       |
|  |              |                                 | 3            | Tontowi Ahmad Lilyana Natsir | 21           | 21 |                              |                |           |           |                       |                   |                   |                   |                   |       |       |       |       |
|  | 3            | Tontowi Ahmad Lilyana Natsir    | 3            | Tontowi Ahmad Lilyana Natsir | 21           | 21 | 21                           | 21             |           |           |                       |                   |                   |                   |                   |       |       |       |       |
|  | 3            | Tontowi Ahmad Lilyana Natsir    |              |                              |              |    |                              |                |           |           |                       |                   |                   |                   |                   |       |       |       |       |
|  |              | Praveen Jordan Debby Susanto    | 16           | 11                           |              |    |                              |                |           |           |                       |                   |                   |                   |                   |       |       |       |       |
|  |              | Praveen Jordan Debby Susanto    | 16           | 11                           |              | 3  | Tontowi Ahmad Lilyana Natsir | 21             | 21        |           |                       |                   |                   |                   |                   |       |       |       |       |
|  |              |                                 |              |                              |              |    |                              |                |           |           |                       |                   |                   |                   |                   |       |       |       |       |
|  |              |                                 |              | Chan Peng Soon Goh Liu Ying  | 14           | 12 |                              |                |           |           |                       |                   |                   |                   |                   |       |       |       |       |
|  |              | Chan Peng Soon Goh Liu Ying     | 21           | Chan Peng Soon Goh Liu Ying  | 14           | 12 | 21                           |                |           |           |                       |                   |                   |                   |                   |       |       |       |       |
|  |              | Chan Peng Soon Goh Liu Ying     | 21           |                              |              |    |                              |                |           |           |                       |                   |                   |                   |                   |       |       |       |       |
|  |              | Robert Mateusiak Nadieżda Zięba | 17           | 10                           |              |    |                              |                |           |           |                       |                   |                   |                   |                   |       |       |       |       |
|  |              | Robert Mateusiak Nadieżda Zięba | 17           | 10                           |              |    | Chan Peng Soon Goh Liu Ying  | 21             | 21        |           | Mecz o 3. miejsce     | Mecz o 3. miejsce | Mecz o 3. miejsce | Mecz o 3. miejsce | Mecz o 3. miejsce |       |       |       |       |
|  |              |                                 |              |                              |              |    | Chan Peng Soon Goh Liu Ying  | 21             | 21        |           | Mecz o 3. miejsce     | Mecz o 3. miejsce | Mecz o 3. miejsce | Mecz o 3. miejsce | Mecz o 3. miejsce |       |       |       |       |
|  |              |                                 |              | Xu Chen Ma Jin               | 12           | 19 |                              |                |           |           |                       |                   |                   |                   |                   |       |       |       |       |
|  |              | Xu Chen Ma Jin                  | 21           | Xu Chen Ma Jin               | 12           | 19 | 21                           |                |           |           |                       |                   |                   |                   |                   |       |       |       |       |
|  |              | Xu Chen Ma Jin                  | 21           |                              |              |    |                              |                |           | 1         | Zhang Nan Zhao Yunlei | 21                | 21                |                   |                   |       |       |       |       |
|  | 2            | Ko Sung-hyun Kim Ha-na          | 17           | 18                           |              |    |                              |                |           | 1         | Zhang Nan Zhao Yunlei | 21                | 21                |                   |                   |       |       |       |       |
|  | 2            | Ko Sung-hyun Kim Ha-na          | 17           | 18                           |              |    |                              | Xu Chen Ma Jin | 7         | 11        |                       |                   |                   |                   |                   |       |       |       |       |
|  |              |                                 |              |                              |              |    |                              | Xu Chen Ma Jin | 7         | 11        |                       |                   |                   |                   |                   |       |       |       |       |